# SML (álbum de Leonardo Gonçalves)
SML, também chamado de Sony Music Live, é o segundo EP do cantor brasileiro Leonardo Gonçalves, lançado em 2017 pela gravadora Sony Music Brasil. O disco contém regravações de músicas notórias do músico registradas para o projeto Sony Music Live.
As músicas foram gravadas em 19 de dezembro de 2016 em São Paulo e, suas versões em videoclipe, foram divulgadas na VEVO, sob direção de Hugo Pessoa. Além das faixas interpretadas, as cenas foram mescladas com bastidores de turnês do cantor, a gravação do clipe "Novo" (de 2012) e outros detalhes do trabalho artístico de Leonardo.

## Faixas
1. "Ele Vive"
2. "Novo"
3. "Acredito"